# Hirsutella
Гірзутелла (Hirsutella) — рід грибів родини Ophiocordycipitaceae. Назва вперше опублікована 1892 року.
До цього роду належать види, що є патогенами комах, кліщів і нематод, що дає можливість використовувать ці гриби як біологічних засобів боротьби з шкідниками комах та нематод.